# Guy de Chypre
Pour les articles homonymes, voir Guy de Lusignan (homonymie).
Guy de Lusignan dit Guy de Chypre (1275-1303) est un prince de la Maison de Poitiers-Lusignan. Il est connétable de Chypre de 1291 à 1303.

## Biographie

### Famille
Guy est un fils cadet d'Hugues III de Lusignan (1235-1284), roi de Chypre (1267-1284) et roi titulaire de Jérusalem (1268-1284) et de son épouse Isabelle d'Ibelin (1241-1324).
En 1303, Guy conspire contre son frère Henri II de Lusignan (1271-1324), roi de Chypre (1285-1306) puis (1310-1324) et roi de Jérusalem (1286-1291) ; démasqué il est exécuté la même année.
Au décès de son frère Henri II, son fils Hugues devient roi de Chypre sous le nom d'Hugues IV.

## Mariage et descendance
Guy épouse en 1291 Echive d'Ibelin (1253-1312), dame de Beyrouth, veuve d'Onfroy de Montfort, seigneur de Tyr (♰ 1284). Elle est la fille de Jean d'Ibelin (♰ 1264), seigneur de Beyrouth, et d'Alix de La Roche.
Ils ont pour enfants :
- Hugues IV de Lusignan (1294-1359), roi de Chypre (1324-1359) ;
- Isabelle de Lusignan (1298-?), épouse en 1322 Eudes de Dampierre, connétable de Jérusalem (titre honorifique).

## Ascendance